# Hạ oxy máu
Hạ oxy máu, thiếu oxy máu là mức oxy trong máu thấp bất thường. Cụ thể hơn, đó là thiếu oxy trong máu động mạch. Thiếu oxy có nhiều nguyên nhân, thường là rối loạn hô hấp và có thể gây thiếu oxy mô vì máu không cung cấp đủ oxy cho cơ thể.

## Định nghĩa
Hạ oxy máu đề cập đến mức độ oxy trong máu thấp, và thiếu oxy, thuật ngữ chung hơn là hàm lượng oxy thấp bất thường trong bất kỳ mô hoặc cơ quan, hoặc toàn bộ cơ thể. Thiếu oxy máu có thể gây giảm oxy huyết (thiếu oxy máu), nhưng thiếu oxy cũng có thể xảy ra thông qua các cơ chế khác, chẳng hạn như thiếu máu.
Hạ oxy máu thường được xác định theo nghĩa là giảm áp suất một phần oxy (mm Hg) trong máu động mạch, nhưng cũng về mặt giảm hàm lượng oxy (ml oxy trên mỗi dl máu) hoặc tỷ lệ bão hòa hemoglobin (protein liên kết oxy trong máu đỏ các tế bào) với oxy, được tìm thấy đơn lẻ hoặc kết hợp.
Mặc dù có sự đồng ý chung rằng đo khí máu động mạch cho thấy áp suất riêng phần của oxy thấp hơn bình thường tạo thành thiếu oxy, ít có sự thống nhất nào về việc xác định hàm lượng oxy trong máu có liên quan hay không giảm oxy máu. Định nghĩa này sẽ bao gồm oxy được mang bởi huyết sắc tố. Do đó, hàm lượng oxy trong máu đôi khi được xem như là một biện pháp cung cấp mô chứ không phải là giảm oxy máu.
Cũng giống như thiếu oxy cực đoan có thể được gọi là thiếu oxy, thiếu oxy máu cực đoan có thể được gọi là thiếu oxy máu.

## Dấu hiệu và triệu chứng
Trong bối cảnh cấp tính, thiếu oxy máu có thể gây ra các triệu chứng như suy hô hấp. Chúng bao gồm khó thở, tăng nhịp thở, sử dụng cơ ngực và cơ bụng để thở và mím môi. :642